# Chile nos Jogos Olímpicos de Verão de 2024
Chile participou dos Jogos Olímpicos de Verão de 2024, realizados em Paris, na França. Foi a 25.ª aparição do país nos Jogos Olímpicos de Verão desde a estreia na primeira edição da Era Moderna em Atenas 1896, sendo representado por 48 atletas que competiram em 19 esportes.
Conquistou duas medalhas, uma de ouro e uma de prata, com Francisca Crovetto no skeet feminino do tiro esportivo e com Yasmani Acosta na categoria até 130 kg masculino da luta greco-romana. O ouro de Crovetto foi o primeiro da nação desde os Jogos de 2004.

## Medalhas
| Atleta             | Esporte | Evento                            | Medalha |
| ------------------ | ------- | --------------------------------- | ------- |
| Francisca Crovetto | Tiro    | Skeet feminino                    | Ouro    |
| Yasmani Acosta     | Lutas   | Greco-romana até 130 kg masculino | Prata   |

## Competidores
Esta foi a participação por modalidade nesta edição:
| Esporte           | Masculino | Feminino | Total |
| ----------------- | --------- | -------- | ----- |
| Atletismo         | 6         | 3        | 9     |
| Canoagem          | 0         | 3        | 3     |
| Ciclismo          | 2         | 2        | 4     |
| Esgrima           | 0         | 1        | 1     |
| Golfe             | 2         | 0        | 2     |
| Hipismo           | 1         | 0        | 1     |
| Judô              | 1         | 1        | 2     |
| Lutas             | 2         | 0        | 2     |
| Natação           | 1         | 1        | 2     |
| Pentatlo moderno  | 1         | 1        | 2     |
| Remo              | 2         | 2        | 4     |
| Taekwondo         | 1         | 1        | 2     |
| Tênis             | 3         | 0        | 3     |
| Tênis de mesa     | 1         | 2        | 3     |
| Tiro              | 1         | 1        | 2     |
| Tiro com arco     | 1         | 0        | 1     |
| Triatlo           | 2         | 0        | 2     |
| Vela              | 1         | 1        | 2     |
| Voleibol de praia | 2         | 0        | 2     |
| Total             | 30        | 18       | 48    |

## Desempenho

### Atletismo
- Q = Qualificado para a próxima fase
- q = Qualificado para a próxima fase como o perdedor mais rápido ou, em eventos de campo, pela posição sem atingir o alvo para qualificação
- qR = Qualificado para a próxima fase por decisão dos árbitros
- N/A = Fase não aplicável para o evento
- Bye = Atleta não precisou disputar aquela fase

Masculino
Eventos de pista e estrada
| Atleta        | Evento              | Baterias | Baterias | Repescagem | Repescagem | Semifinal   | Semifinal   | Final       | Final       | Ref.  |
| Atleta        | Evento              | Tempo    | Pos.     | Tempo      | Pos.       | Tempo       | Pos.        | Tempo       | Pos.        | Ref.  |
| ------------- | ------------------- | -------- | -------- | ---------- | ---------- | ----------- | ----------- | ----------- | ----------- | ----- |
| Martín Sáenz  | 110 m com barreiras | 13.83    | 8        | 13.95      | 6          | Não avançou | Não avançou | Não avançou | Não avançou | [ 6 ] |
| Hugo Catrileo | Maratona            | N/A      | N/A      | N/A        | N/A        | N/A         | N/A         | 2:15:44     | 59          | [ 7 ] |
| Carlos Díaz   | Maratona            | N/A      | N/A      | N/A        | N/A        | N/A         | N/A         | 2:14:25     | 53          | [ 8 ] |

Eventos de campo
| Atleta            | Evento                | Qualificação | Qualificação | Final       | Final       | Ref.   |
| Atleta            | Evento                | Marca        | Pos.         | Marca       | Pos.        | Ref.   |
| ----------------- | --------------------- | ------------ | ------------ | ----------- | ----------- | ------ |
| Claudio Romero    | Lançamento de disco   | NM           | NM           | Não avançou | Não avançou | [ 9 ]  |
| Gabriel Kehr      | Lançamento de martelo | 72.31        | 20           | Não avançou | Não avançou | [ 10 ] |
| Humberto Mansilla | Lançamento de martelo | 71.83        | 24           | Não avançou | Não avançou | [ 11 ] |

Feminino
Eventos de pista
| Atleta       | Evento | Baterias | Baterias | Repescagem | Repescagem | Semifinal   | Semifinal   | Final       | Final       | Ref.   |
| Atleta       | Evento | Tempo    | Pos.     | Tempo      | Pos.       | Tempo       | Pos.        | Tempo       | Pos.        | Ref.   |
| ------------ | ------ | -------- | -------- | ---------- | ---------- | ----------- | ----------- | ----------- | ----------- | ------ |
| Martina Weil | 400 m  | 51.15    | 4        | 51.79      | 6          | Não avançou | Não avançou | Não avançou | Não avançou | [ 12 ] |

Eventos de campo
| Atleta         | Evento            | Qualificação | Qualificação | Final       | Final       | Ref.   |
| Atleta         | Evento            | Marca        | Pos.         | Marca       | Pos.        | Ref.   |
| -------------- | ----------------- | ------------ | ------------ | ----------- | ----------- | ------ |
| Natalia Duco   | Arremesso de peso | 16.11        | 30           | Não avançou | Não avançou | [ 13 ] |
| Ivana Gallardo | Arremesso de peso | 17.47        | 18           | Não avançou | Não avançou | [ 14 ] |

### Canoagem

#### Velocidade
Feminino
| Atleta                      | Evento    | Eliminatórias | Eliminatórias | Quartas | Quartas | Semifinal | Semifinal | Final   | Final | Ref.          |
| Atleta                      | Evento    | Tempo         | Pos.          | Tempo   | Pos.    | Tempo     | Pos.      | Tempo   | Pos.  | Ref.          |
| --------------------------- | --------- | ------------- | ------------- | ------- | ------- | --------- | --------- | ------- | ----- | ------------- |
| María Mailliard             | C-1 200 m | 46.50         | 2 SF          | —       | —       | 46.76     | 6 FB      | 46.77   | 12    | [ 15 ]        |
| Karen Roco                  | C-1 200 m | 47.55         | 5             | 47.73   | 2       | 47.63     | 7 FB      | 48.25   | 15    | [ 16 ]        |
| María Mailliard Paula Gómez | C-2 500 m | 2:00.28       | 4             | 2:00.82 | 2 Q     | 1:58.10   | 5 FB      | 2:05.02 | 12    | [ 15 ] [ 17 ] |

Legenda: FA = Final A (disputa de medalha); FB = Final B (sem disputa de medalha)

### Ciclismo

#### Estrada
Feminino
| Atleta        | Evento             | Tempo   | Pos. | Ref.   |
| ------------- | ------------------ | ------- | ---- | ------ |
| Catalina Soto | Corrida em estrada | 4:09:49 | 60   | [ 18 ] |

#### Mountain bike
Masculino
| Atleta          | Evento        | Tempo   | Pos. | Ref.   |
| --------------- | ------------- | ------- | ---- | ------ |
| Martín Vidaurre | Cross-country | 1:29:00 | 11   | [ 19 ] |

#### BMX
Estilo livre
| Atleta                 | Evento   | Qualificação | Qualificação | Final  | Final | Ref.   |
| Atleta                 | Evento   | Pontos       | Pos.         | Pontos | Pos.  | Ref.   |
| ---------------------- | -------- | ------------ | ------------ | ------ | ----- | ------ |
| Macarena Pérez Grasset | Feminino | 84.24        | 7 Q          | 84.55  | 5     | [ 20 ] |

Corrida
| Atleta          | Evento    | Quartas | Quartas | Última chance | Última chance | Semifinal | Semifinal | Final       | Final       | Pos. geral | Ref.   |
| Atleta          | Evento    | Pontos  | Pos.    | Tempo         | Pos.          | Pontos    | Pos.      | Tempo       | Pos.        | Pos. geral | Ref.   |
| --------------- | --------- | ------- | ------- | ------------- | ------------- | --------- | --------- | ----------- | ----------- | ---------- | ------ |
| Mauricio Molina | Masculino | 17      | 18 q    | 33.881        | 3 Q           | DNS       | DNS       | Não avançou | Não avançou | 16         | [ 21 ] |

### Esgrima
Feminino
| Atleta            | Evento  | Fase de 64           | Fase de 32           | Oitavas de final     | Quartas de final     | Semifinal            | Final                | Final       | Ref.   |
| Atleta            | Evento  | Adversário Resultado | Adversário Resultado | Adversário Resultado | Adversário Resultado | Adversário Resultado | Adversário Resultado | Pos.        | Ref.   |
| ----------------- | ------- | -------------------- | -------------------- | -------------------- | -------------------- | -------------------- | -------------------- | ----------- | ------ |
| Arantxa Inostroza | Florete | Bye                  | CAN J Guo D 7–15     | Não avançou          | Não avançou          | Não avançou          | Não avançou          | Não avançou | [ 22 ] |

### Golfe
Masculino
| Atleta          | Evento     | Rodada 1 | Rodada 2 | Rodada 3 | Rodada 4 | Total | Total | Total | Ref.   |
| Atleta          | Evento     | Total    | Total    | Total    | Total    | Total | Par   | Pos.  | Ref.   |
| --------------- | ---------- | -------- | -------- | -------- | -------- | ----- | ----- | ----- | ------ |
| Joaquín Niemann | Individual | 66       | 70       | 68       | 68       | 272   | −12   | =9    | [ 23 ] |
| Mito Pereira    | Individual | 69       | 76       | 74       | 66       | 285   | +1    | =45   | [ 24 ] |

### Hipismo

#### Saltos
| Atleta              | Cavalo                 | Evento     | Qualificação | Qualificação | Qualificação | Final       | Final       | Final       | Ref.   |
| Atleta              | Cavalo                 | Evento     | Pen.         | Tempo        | Pos.         | Pen.        | Tempo       | Pos.        | Ref.   |
| ------------------- | ---------------------- | ---------- | ------------ | ------------ | ------------ | ----------- | ----------- | ----------- | ------ |
| Agustín Covarrubias | Nelson du Petit Vivier | Individual | 31           | 81.68        | 65           | Não avançou | Não avançou | Não avançou | [ 25 ] |

### Judô
Masculino
| Atleta         | Evento     | Primeira fase         | Oitavas              | Quartas              | Semifinais           | Repescagem           | Final / DB           | Final / DB | Ref.   |
| Atleta         | Evento     | Adversário Resultado  | Adversário Resultado | Adversário Resultado | Adversário Resultado | Adversário Resultado | Adversário Resultado | Pos.       | Ref.   |
| -------------- | ---------- | --------------------- | -------------------- | -------------------- | -------------------- | -------------------- | -------------------- | ---------- | ------ |
| Thomas Briceño | Até 100 kg | POL P Kuczera D 00–10 | Não avançou          | Não avançou          | Não avançou          | Não avançou          | Não avançou          | =17        | [ 26 ] |

Feminino
| Atleta          | Evento    | Primeira fase          | Oitavas              | Quartas              | Semifinais           | Repescagem           | Final / DB           | Final / DB | Ref.   |
| Atleta          | Evento    | Adversário Resultado   | Adversário Resultado | Adversário Resultado | Adversário Resultado | Adversário Resultado | Adversário Resultado | Pos.       | Ref.   |
| --------------- | --------- | ---------------------- | -------------------- | -------------------- | -------------------- | -------------------- | -------------------- | ---------- | ------ |
| Mary Dee Vargas | Até 48 kg | ESP L Martínez D 00–01 | Não avançou          | Não avançou          | Não avançou          | Não avançou          | Não avançou          | =17        | [ 27 ] |

### Lutas

#### Greco-romana
Masculino
| Atleta         | Evento     | Oitavas              | Quartas              | Semifinais           | Repescagem           | Final / DB           | Final / DB       | Ref.   |
| Atleta         | Evento     | Adversário Resultado | Adversário Resultado | Adversário Resultado | Adversário Resultado | Adversário Resultado | Pos.             | Ref.   |
| -------------- | ---------- | -------------------- | -------------------- | -------------------- | -------------------- | -------------------- | ---------------- | ------ |
| Néstor Almanza | Até 67 kg  | MDA V Petic D 0–4    | Não avançou          | Não avançou          | Não avançou          | Não avançou          | Não avançou      | [ 28 ] |
| Yasmani Acosta | Até 130 kg | BUL K Milov V 1–1    | EGY A Mohamed V 2–1  | CHN Meng L V 1–1     | —                    | CUB M López D 0–6    | Medalha de prata | [ 29 ] |

### Natação
Masculino
| Atleta            | Evento      | Eliminatórias | Eliminatórias | Semifinal | Semifinal | Final       | Final       | Ref.   |
| Atleta            | Evento      | Tempo         | Pos.          | Tempo     | Pos.      | Tempo       | Pos.        | Ref.   |
| ----------------- | ----------- | ------------- | ------------- | --------- | --------- | ----------- | ----------- | ------ |
| Eduardo Cisternas | 400 m livre | 3:51.29       | 25            | —         | —         | Não avançou | Não avançou | [ 30 ] |

Feminino
| Atleta          | Evento       | Eliminatórias | Eliminatórias | Semifinal | Semifinal | Final       | Final       | Ref.   |
| Atleta          | Evento       | Tempo         | Pos.          | Tempo     | Pos.      | Tempo       | Pos.        | Ref.   |
| --------------- | ------------ | ------------- | ------------- | --------- | --------- | ----------- | ----------- | ------ |
| Kristel Köbrich | 800 m livre  | 8:46.46       | 15            | —         | —         | Não avançou | Não avançou | [ 31 ] |
| Kristel Köbrich | 1500 m livre | 16:27.18      | 14            | —         | —         | Não avançou | Não avançou | [ 31 ] |

### Pentatlo moderno
| Atleta         | Evento    | Esgrima ranqueamento (espada um toque) | Esgrima ranqueamento (espada um toque) | Semifinal | Semifinal             | Semifinal             | Semifinal          | Semifinal          | Semifinal                                             | Semifinal                                             | Semifinal | Semifinal | Final       | Final                 | Final                 | Final              | Final              | Final                                                 | Final                                                 | Final       | Final       | Ref.   |
| Atleta         | Evento    | Esgrima ranqueamento (espada um toque) | Esgrima ranqueamento (espada um toque) | FBR       | Natação (200 m livre) | Natação (200 m livre) | Equitação (saltos) | Equitação (saltos) | Combinado: tiro/corrida (pistola de ar 10 m)/(3200 m) | Combinado: tiro/corrida (pistola de ar 10 m)/(3200 m) | Pts tot.  | Pos.      | FBR         | Natação (200 m livre) | Natação (200 m livre) | Equitação (saltos) | Equitação (saltos) | Combinado: tiro/corrida (pistola de ar 10 m)/(3200 m) | Combinado: tiro/corrida (pistola de ar 10 m)/(3200 m) | Pts tot.    | Pos.        | Ref.   |
| Atleta         | Evento    | V–D                                    | Pts MP                                 | Pts       | Tempo                 | Pts MP                | Tempo (Pen.)       | Pts MP             | Tempo                                                 | Pts MP                                                | Pts tot.  | Pos.      | Pts         | Tempo                 | Pts MP                | Tempo (Pen.)       | Pts MP             | Tempo                                                 | Pts MP                                                | Pts tot.    | Pos.        | Ref.   |
| -------------- | --------- | -------------------------------------- | -------------------------------------- | --------- | --------------------- | --------------------- | ------------------ | ------------------ | ----------------------------------------------------- | ----------------------------------------------------- | --------- | --------- | ----------- | --------------------- | --------------------- | ------------------ | ------------------ | ----------------------------------------------------- | ----------------------------------------------------- | ----------- | ----------- | ------ |
| Esteban Bustos | Masculino | 13–22                                  | 190                                    | 2         | 2:09.70               | 291                   | 72.56 (19)         | 281                | 10:46.96                                              | 654                                                   | 1418      | 16        | Não avançou | Não avançou           | Não avançou           | Não avançou        | Não avançou        | Não avançou                                           | Não avançou                                           | Não avançou | Não avançou | [ 32 ] |

### Remo
Masculino
| Atleta                     | Evento           | Baterias | Baterias | Repescagem | Repescagem | Semifinais | Semifinais | Final   | Final | Ref.          |
| Atleta                     | Evento           | Tempo    | Pos.     | Tempo      | Pos.       | Tempo      | Pos.       | Tempo   | Pos.  | Ref.          |
| -------------------------- | ---------------- | -------- | -------- | ---------- | ---------- | ---------- | ---------- | ------- | ----- | ------------- |
| César Abaroa Eber Sanhueza | Skiff duplo leve | 6:46.90  | 4 R      | 6:58.78    | 4 FC       | —          | —          | 6:28.00 | 13    | [ 33 ] [ 34 ] |

Feminino
| Atleta                         | Evento   | Baterias | Baterias | Repescagem | Repescagem | Semifinais | Semifinais | Final   | Final | Ref.          |
| Atleta                         | Evento   | Tempo    | Pos.     | Tempo      | Pos.       | Tempo      | Pos.       | Tempo   | Pos.  | Ref.          |
| ------------------------------ | -------- | -------- | -------- | ---------- | ---------- | ---------- | ---------- | ------- | ----- | ------------- |
| Antonia Abraham Melita Abraham | Dois sem | 7:23.01  | 3 SA/B   | —          | —          | 7:26.82    | 4 FB       | 7:10.45 | 9     | [ 35 ] [ 36 ] |

Legenda: FA = Final A (disputa de medalha); FB = Final B (sem disputa de medalha); FC = Final C (sem disputa de medalha); FD = Final D (sem disputa de medalha); FE = Final E (sem disputa de medalha); FF = Final F (sem disputa de medalha); SA/B = Semifinais A/B; SC/D = Semifinais C/D; SE/F = Semifinais E/F; QF = Quartas; R = Repescagem

### Taekwondo
Masculino
| Atleta            | Evento    | Oitavas              | Quartas              | Semifinais           | Repescagem           | Final / DB           | Final / DB  | Ref.   |
| Atleta            | Evento    | Adversário Resultado | Adversário Resultado | Adversário Resultado | Adversário Resultado | Adversário Resultado | Pos.        | Ref.   |
| ----------------- | --------- | -------------------- | -------------------- | -------------------- | -------------------- | -------------------- | ----------- | ------ |
| Joaquín Churchill | Até 80 kg | KOR Seo G-w D 1–2    | Não avançou          | Não avançou          | Não avançou          | Não avançou          | Não avançou | [ 37 ] |

Feminino
| Atleta           | Evento        | Oitavas              | Quartas              | Semifinais           | Repescagem           | Final / DB           | Final / DB  | Ref.   |
| Atleta           | Evento        | Adversário Resultado | Adversário Resultado | Adversário Resultado | Adversário Resultado | Adversário Resultado | Pos.        | Ref.   |
| ---------------- | ------------- | -------------------- | -------------------- | -------------------- | -------------------- | -------------------- | ----------- | ------ |
| Fernanda Aguirre | Mais de 67 kg | TUR N Kuş D 1–2      | Não avançou          | Não avançou          | Não avançou          | Não avançou          | Não avançou | [ 38 ] |

### Tênis
Masculino
| Atleta                         | Evento  | Primeira rodada               | Segunda rodada                                    | Oitavas de final                                  | Quartas de final     | Semifinal            | Final                | Final       | Ref.          |
| Atleta                         | Evento  | Adversário Resultado          | Adversário Resultado                              | Adversário Resultado                              | Adversário Resultado | Adversário Resultado | Adversário Resultado | Pos.        | Ref.          |
| ------------------------------ | ------- | ----------------------------- | ------------------------------------------------- | ------------------------------------------------- | -------------------- | -------------------- | -------------------- | ----------- | ------------- |
| Tomás Barrios Vera             | Simples | ARG F Cerúndolo D 2–6, 1–6    | Não avançou                                       | Não avançou                                       | Não avançou          | Não avançou          | Não avançou          | Não avançou | [ 39 ]        |
| Nicolás Jarry                  | Simples | AUS A Popyrin D 3–6, 6–7(5–7) | Não avançou                                       | Não avançou                                       | Não avançou          | Não avançou          | Não avançou          | Não avançou | [ 40 ]        |
| Alejandro Tabilo               | Simples | AIN R Safiullin D 4–6, 4–6    | Não avançou                                       | Não avançou                                       | Não avançou          | Não avançou          | Não avançou          | Não avançou | [ 41 ]        |
| Nicolás Jarry Alejandro Tabilo | Duplas  | —                             | ITA L Darderi / L Musetti V 6–3, 6–7(5–7), [10–5] | CZE T Macháč / A Pavlásek D 7–5, 6–7(6–8), [4–10] | Não avançou          | Não avançou          | Não avançou          | Não avançou | [ 40 ] [ 41 ] |

### Tênis de mesa
Masculino
| Atleta         | Evento  | Preliminar           | Primeira rodada          | Segunda rodada       | Oitavas de final     | Quartas de final     | Semifinal            | Final                | Final       | Ref.   |
| Atleta         | Evento  | Adversário Resultado | Adversário Resultado     | Adversário Resultado | Adversário Resultado | Adversário Resultado | Adversário Resultado | Adversário Resultado | Pos.        | Ref.   |
| -------------- | ------- | -------------------- | ------------------------ | -------------------- | -------------------- | -------------------- | -------------------- | -------------------- | ----------- | ------ |
| Nicolás Burgos | Simples | Bye                  | KAZ K Gerassimenko D 0–4 | Não avançou          | Não avançou          | Não avançou          | Não avançou          | Não avançou          | Não avançou | [ 42 ] |

Feminino
| Atleta             | Evento  | Preliminar           | Primeira rodada      | Segunda rodada       | Oitavas de final     | Quartas de final     | Semifinal            | Final                | Final       | Ref.   |
| Atleta             | Evento  | Adversário Resultado | Adversário Resultado | Adversário Resultado | Adversário Resultado | Adversário Resultado | Adversário Resultado | Adversário Resultado | Pos.        | Ref.   |
| ------------------ | ------- | -------------------- | -------------------- | -------------------- | -------------------- | -------------------- | -------------------- | -------------------- | ----------- | ------ |
| María Paulina Vega | Simples | Bye                  | CAN M Zhang D 0–4    | Não avançou          | Não avançou          | Não avançou          | Não avançou          | Não avançou          | Não avançou | [ 43 ] |
| Zhiying Zeng       | Simples | LBN M Sahakian D 1–4 | Não avançou          | Não avançou          | Não avançou          | Não avançou          | Não avançou          | Não avançou          | Não avançou | [ 44 ] |

### Tiro
Masculino
| Atleta               | Evento             | Qualificação | Qualificação | Final       | Final       | Ref.   |
| Atleta               | Evento             | Marca        | Pos.         | Marca       | Pos.        | Ref.   |
| -------------------- | ------------------ | ------------ | ------------ | ----------- | ----------- | ------ |
| Diego Santiago Parra | Pistola de ar 10 m | 568          | 27           | Não avançou | Não avançou | [ 45 ] |

Feminino
| Atleta             | Evento | Qualificação | Qualificação | Final    | Final           | Ref.   |
| Atleta             | Evento | Marca        | Pos.         | Marca    | Pos.            | Ref.   |
| ------------------ | ------ | ------------ | ------------ | -------- | --------------- | ------ |
| Francisca Crovetto | Skeet  | 120          | 5 Q          | 55 SO:+7 | Medalha de ouro | [ 46 ] |

### Tiro com arco
Masculino
| Atleta          | Evento     | Ranqueamento | Ranqueamento | Fase de 64           | Fase de 32           | Oitavas              | Quartas              | Semifinal            | Final / DB           | Final / DB  | Ref.   |
| Atleta          | Evento     | Total        | Pos.         | Adversário Resultado | Adversário Resultado | Adversário Resultado | Adversário Resultado | Adversário Resultado | Adversário Resultado | Pos.        | Ref.   |
| --------------- | ---------- | ------------ | ------------ | -------------------- | -------------------- | -------------------- | -------------------- | -------------------- | -------------------- | ----------- | ------ |
| Andrés Gallardo | Individual | 641          | 57           | TUR M Gazoz D 0–6    | Não avançou          | Não avançou          | Não avançou          | Não avançou          | Não avançou          | Não avançou | [ 47 ] |

### Triatlo
Masculino
| Atleta         | Evento     | Tempo            | Tempo   | Tempo            | Tempo   | Tempo           | Tempo   | Pos. | Ref.   |
| Atleta         | Evento     | Natação (1,5 km) | Trans 1 | Ciclismo (40 km) | Trans 2 | Corrida (10 km) | Total   | Pos. | Ref.   |
| -------------- | ---------- | ---------------- | ------- | ---------------- | ------- | --------------- | ------- | ---- | ------ |
| Diego Moya     | Individual | 21:05            | 0:51    | 51:31            | 0:26    | 33:54           | 1:47:47 | 28   | [ 48 ] |
| Gaspar Riveros | Individual | 22:14            | 0:50    | 53:47            | 0:28    | 32:29           | 1:49:48 | 38   | [ 49 ] |

### Vela
Eventos com regata da medalha
| Atleta             | Evento       | Regatas | Regatas | Regatas | Regatas | Regatas | Regatas | Regatas | Regatas | Regatas | Regatas | Regatas | Regatas | Regatas | Regatas | Regatas | Regatas | Pontos | Pos. | Ref.   |
| Atleta             | Evento       | 1       | 2       | 3       | 4       | 5       | 6       | 7       | 8       | 9       | 10      | 11      | 12      | 13      | 14      | 15      | M*      | Pontos | Pos. | Ref.   |
| ------------------ | ------------ | ------- | ------- | ------- | ------- | ------- | ------- | ------- | ------- | ------- | ------- | ------- | ------- | ------- | ------- | ------- | ------- | ------ | ---- | ------ |
| Clemente Seguel    | Laser        | 2       | 28      | 18      | 10      | 8       | 17      | 18      | 9       | —       | —       | —       | —       | —       | —       | —       | 12      | 94     | 8    | [ 50 ] |
| María José Poncell | Laser Radial | 37      | 42      | 37      | 36      | 39      | 37      | 27      | 37      | 28      | —       | —       | —       | —       | —       | —       | EL      | 278    | 38   | [ 51 ] |

### Voleibol de praia
| Atletas                       | Evento    | Fase de grupos                     | Fase de grupos                               | Fase de grupos                               | Fase de grupos | Play-offs                              | Oitavas                                  | Quartas              | Semifinal            | Final / DB           | Final / DB  | Ref.          |
| Atletas                       | Evento    | Adversário Resultado               | Adversário Resultado                         | Adversário Resultado                         | Pos.           | Adversário Resultado                   | Adversário Resultado                     | Adversário Resultado | Adversário Resultado | Adversário Resultado | Pos.        | Ref.          |
| ----------------------------- | --------- | ---------------------------------- | -------------------------------------------- | -------------------------------------------- | -------------- | -------------------------------------- | ---------------------------------------- | -------------------- | -------------------- | -------------------- | ----------- | ------------- |
| Marco Grimalt Esteban Grimalt | Masculino | NOR A Mol / C Sørum D 14–21, 16–21 | NED S van de Velde / M Immers D 19–21, 16–21 | ITA A Ranghieri / A Carambula V 21–15, 23–21 | 3 PO           | CAN S Schachter / D Dearing V 2–1, RET | QAT C Younousse / A Tijan D 14–21, 13–21 | Não avançou          | Não avançou          | Não avançou          | Não avançou | [ 52 ] [ 53 ] |